# インドネシア共産党
インドネシア共産党（Partai Komunis Indonesia、以下PKIと略す）は、かつてインドネシアに存在した政党である。オランダ領東インド時代のインドネシアで結成された政党で、当時、合法政党としてはアジアで最初に結成された共産主義政党であった。
植民地時代から数度の弾圧によって組織を失いながらもそのたびに再建され、インドネシア近代史の各期において、政治的にも社会的にも大きな影響力をもった。インドネシア現代史の分水嶺となった1965年の9月30日事件後、実権を掌握したスハルト（第二代大統領）によって徹底的な弾圧を受けて壊滅した。以後、今日まで共産党が非合法化されたままの状態が続いている。

## 歴史

### 結党期
PKIの前身となったのは1914年に中部ジャワのスマランで結成された東インド社会民主主義同盟 Indische Sociaal-Democratische Vereniging（以下ISDVと略す）である。このISDVは蘭領東インドに在住する左派オランダ人、欧亜混血児、華人を中心としていたが、この組織に参加する「原住民」メンバーが増加するにしたがい、組織内での「原住民」活動家の発言力が高まっていった。

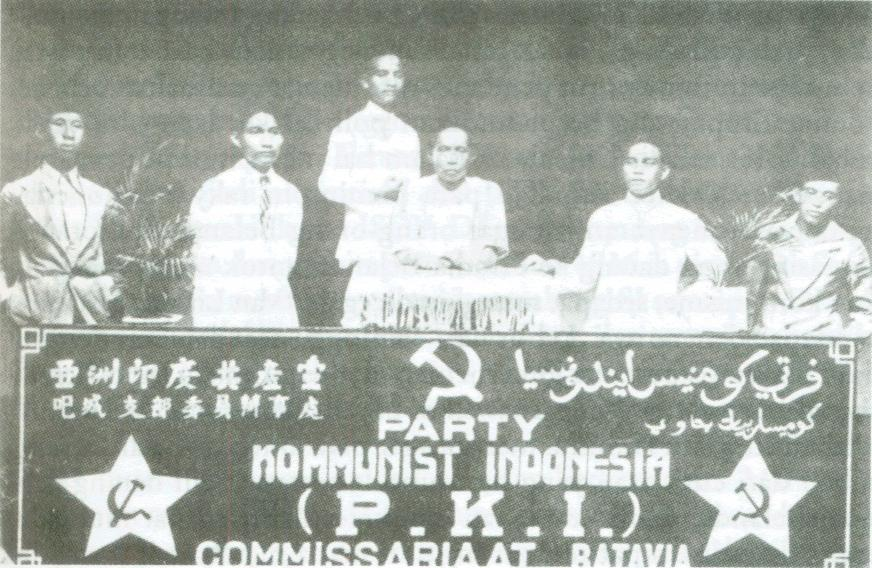
バタヴィアで開催された党大会(1925年)

ISDVからインドネシア共産党（PKI）へ組織改編されたのは1920年、名称が変更されたのは1924年である。PKIの議長になったスマウン Semaun、副議長になったダルソノ Darsono らの党幹部は、ISDVで育った「原住民」活動家だった。また、その結党は、アジアにおける合法共産党としてはもっとも早かった（中国共産党結成は1921年、日本共産党結成は1922年である）。
その後、労働組合活動などにおいて党員数を拡大し、1926年末から1927年のはじめにかけて武装蜂起を決行した。しかし、その武装蜂起は綿密に計画されたものではなく、散発的なものにとどまった。そのため、植民地政府によって瞬く間に鎮圧され、党の指導者の逮捕、あるいは海外逃亡によって、党は壊滅した。

### 対オランダ独立戦争期
1930年代から太平洋戦争期にかけてのPKIは地下活動を余儀なくされたが、太平洋戦争が終結し、その直後にインドネシア独立が宣言されると、インドネシア社会党、マシュミなどの政党が結成され、またインドネシア国民党などとともに、PKIも1945年10月に再建された。
しかし、東インドの宗主国オランダは、インドネシアの独立を認めなかった。国内各地でインドネシアの武装勢力（正規軍・非正規軍を問わず）とオランダ軍とのあいだで武力衝突が頻発した。その一方で、インドネシアの大統領スカルノ、副大統領ハッタ、そして初代首相シャフリルら共和国の首脳部はオランダとの外交交渉によって、インドネシアの独立を勝ち取ろうとしていた。
PKIの活動家はこうした外交路線を批判し、オランダに対する徹底抗戦によって独立を達成すべきと主張し、政府と対立した。1946年1月、党幹部の1人タン・マラカは徹底抗戦に賛同する諸団体を糾合して闘争同盟を結成し、政府首脳部に圧力をかけたが、オランダとの交渉環境の悪化を危惧した政府は、タン・マラカら闘争同盟の幹部を逮捕し、同盟組織を崩壊させた。

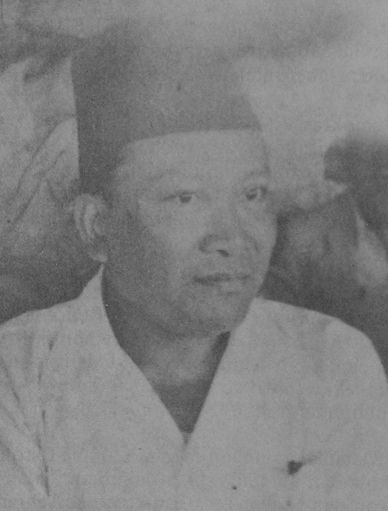
PKIを指導したムソ

1948年8月、ソ連に亡命していたPKI幹部ムソが帰国し、党の主導権を握ると、ふたたび徹底抗戦派および左派勢力を糾合し、スカルノ、ハッタらの外交路線と対立した。政府と左派勢力の対立で国内に緊張感が高まるなか、1948年9月、PKIの影響下にある部隊がジャワ島東部のマディウンで政府機関を襲撃し、革命政府樹立を宣言した。ムソら党幹部も急ぎマディウンに駆けつけ、国内は深刻な内戦の危機に直面した。しかし、共和国政府側の対応は早く、スカルノがラジオ演説で政府支持を国民に訴え、政府支持派の国軍部隊がマディウンを制圧し、混乱を収拾することに成功した。その後、PKI幹部の多くが逮捕され、また混乱のさなかでタン・マラカ、ムソは殺害された。以上のマディウン事件によって幹部の多くを失ったPKIは、組織的に弱体化を余儀なくされた。

### 独立戦争後
1950年、ISDV時代からのPKI古参幹部アリミン Alimin によって党は再結成されたが、その後の主導権争いを制したディパ・ヌサンタラ・アイディット Dipa Nusantara Aidit が1953年に党書記長に就任した。アイディット指導部は、従来の党路線を左翼偏向として退け、大衆路線を掲げて、積極的に支持基盤の拡大につとめた。その結果、インドネシアにおける初選挙となった1955年の第1回総選挙で、民族主義政党のインドネシア国民党、イスラーム政党のマシュミとナフダトゥル・ウラマーに続いて、PKIは議席総数の16.4％を獲得し、国内4大勢力の一角を占めることになり、国内政治において無視できない勢力となったことを内外に示した。
こうして1950年代初頭にインドネシアに導入された議会制民主主義であったが、議会にはジャワ人対非ジャワ人、ムスリム対非ムスリム、宗教政党対世俗政党といった先鋭な対立が持ち込まれることになり、妥協のない各党の対立は議会を混乱させるばかりであった。また国内では中央政府に対する不満が増大し、国家は分裂の危機に瀕した。こうした状況を収束させるためにスカルノは議会制を停止し、自らに強大な権限を付与する「指導される民主主義」体制を成立させた（詳細は「スカルノ」を参照）。
指導される民主主義体制において、スカルノは、相互に敵対していた国軍とPKIの双方からの支持を獲得するために両者の調停者としてふるまい、権力のバランサーとして体制を維持しようとした。アイディットとニョト副議長もスカルノ内閣に入閣し、PKIは与党の1つとなった。そうしたスカルノの庇護の下で、PKIはさらに大衆的支持基盤を拡大していったが、共産主義者の増大を危険視する国軍とのあいだで緊張が高まっていった。そのさなかで発生したのが1965年の9月30日事件である。

### 9月30日事件
9月30日事件は、1965年9月30日から10月1日の未明にかけて、大統領親衛隊の隊長、ウントゥン中佐率いる部隊が、国軍首脳の6将軍を拉致・殺害するなどした軍事行動である。その日の夜までには陸軍戦略予備軍司令官スハルト少将によって鎮圧されたが、その後、事件に関与したとされるアイディットらPKI幹部は処刑され、党員あるいはシンパを含めてPKI関係者と疑われた人々の集団虐殺（白色テロ）が多発した。（20世紀最大の虐殺の一つとも言われ、その数は今日でも正確には把握されていないが、こうした残虐な大虐殺は、1965年10月から1966年3月ごろまでスマトラ、ジャワ、バリで続いたと見られる。犠牲者数についてはさまざまな説がある。たとえば、スカルノ政権が1966年に設置した同事件の真相調査団は、虐殺された人々は7万8000人に上るとしたが、9・30事件直後に設置された治安秩序回復作戦司令部(KOPKAMTIB)の長官を務めたことがあるスドモ(Soedomo)退役元帥は、200万人の人々が9・30事件との関連で虐殺されたとしている。）
この事件によって、PKI党組織は物理的に解体され、殺害を免れた党関係者も長期にわたって流刑に処せられるなど（インドネシアの国民的作家プラムディヤ・アナンタ・トゥールもその1人である）、当時東南アジア地域で最大の規模を誇ったPKIは壊滅した。また、凄惨な大量殺戮をともなったこの事件についての記憶は、その後もながく民衆の恐怖心とも結びつき、共産党をタブー視する雰囲気をこの国に作り上げた。スハルト政権崩壊後の今日にいたるまで、PKIは再建されていない。一方で同じ共産主義政党でも、闘争同盟を率いたタン・マラカの流れを汲むムルバ党は共産党と激しく敵対し、ムルバ党所属のアダム・マリクは外務大臣や副大統領を務めてASEANの結成に携わるなどスハルト政権を支えた。
9月30日事件後は、事件発生時に北京にいたアジトロープ党中央委員が残党を率いて活動したが、影響力は大幅に低下した。ソビエト連邦で1976年に開催されたソ連共産党第25回党大会には、インドネシア共産党の匿名の代表者が出席。「9月30日事件の大災禍を招いたのは毛沢東主義による党指導の過ち」とする発言を行い、親中路線から親ソ路線への転換を示唆したが、既にインドネシア国内では共産主義がタブー視されるほど敬遠されており大きな意味を持たなかった。